# Jimmy Aubrey
Pour les articles homonymes, voir Aubrey.
Jimmy Aubrey, né le 23 octobre 1887 à Liverpool (Royaume-Uni) et mort le 2 septembre 1983 à Woodland Hills (États-Unis), est un acteur britannique du cinéma américain.

## Biographie
Né au Royaume-Uni, Jimmy Aubrey, à l'instar de Charles Chaplin ou de Stan Laurel, fait partie de la troupe de Fred Karno, et arrive aux États-Unis à l'occasion d'une tournée.

### Les débuts au cinéma
Il débute au cinéma à la Mittenthal Film Company, où, rapidement, il incarne Heinie aux côtés de Walter Kendig pour le duo Heinie et Louie dans des comédies burlesques, qui connaissent un certain succès. Walter Kendig décède brutalement d'un accident de moto en octobre 1915, Jimmy Aubrey poursuit seul la série.

## Filmographie

### Comme acteur

#### Mittenthal Film Company
- 1914 : Oh, You Pop
- 1915 : Skylight Sleep : Heinie
- 1915 : She's a Pippin : Heinie
- 1915 : Laughing Gas : Heinie
- 1915 : Safety First : Heinie
- 1915 : Bold Bad Boys : Heinie
- 1915 : Amateur Night : Heinie
- 1915 : The Sky Is the Limit : Heinie
- 1915 : Incidents de parcours (Monkey Shines) : Heinie
- 1915 : Matrimonial Bliss : Heinie
- 1915 : A Merry Chase : Heinie
- 1915 : Hot Stuff : Heinie
- 1915 : Considerable Milk : Heinie
- 1915 : Pretty Rough on Auntie : Heinie
- 1915 : Wilful Wallops for Wealth : Heinie
- 1915 : Dough Nuts : Heinie
- 1915 : Flats and Sharps : Heinie
- 1915 : The Bungling Burglar's Bungle : Heinie
- 1915 : All Dolled Up : Heinie
- 1915 : A Squabble for a Squab : Heinie
- 1915 : Hot Heads and Cold Feet : Heinie
- 1915 : Deep Dyed Dubs : Heinie
- 1915 : More Deadly Than the Male : Heinie
- 1915 : Board-Bill Dodgers : Heinie
- 1916 : Chasing 'Em Out in the Open : Heinie
- 1916 : Ach! Such Crimes! : Heinie
- 1916 : Hapless Happenings : Heinie
- 1916 : Starved to Death in a Restaurant : Heinie
- 1916 : Lady Killers : Heinie
- 1916 : Trouble Enough! : Heinie
- 1916 : Reckless Wrestlers : Heinie
- 1916 : An Awful Romance : Heinie
- 1916 : Unfriendly Fruit : Heinie
- 1916 : A Matrimonial Mixup : Heinie
- 1916 : Braver Than the Bravest : Heinie
- 1916 : Caught in a Jam : Heinie
- 1916 : Busting the Beanery : Heinie
- 1916 : Heinie and the 400 : Heinie
- 1916 : Heinie and the Magic Man : Heinie

#### Vitagraph Company of America
- 1916 : Jumps and Jealousy : Le mari de Mashee
- 1916 : Hash and Havoc : Le patron
- 1916 : Rah! Rah! Rah! : Le rival jaloux
- 1916 : Shanks and Chivalry : Le Premier Ministre
- 1917 : Speed and Spunk : Le mari
- 1917 : Bullies and Bullets : Une personne
- 1917 : Jolts and Jewelry : Slippery Ike
- 1917 : Big Bluffs and Bowling Balls : un bluffeur
- 1917 : Somewhere in Any Place : Mr. X, un espion
- 1917 : Rips and Rushes : Sa Seigneurie
- 1917 : He Never Touched Me : un avocat astucieux
- 1917 : Cops and Cussedness : Oliver Otbun
- 1917 : The Lovers' Knot
- 1917 : Masks and Mishaps : Un homme bien marié
- 1917 : Guff and Gunplay : Black Ike
- 1917 : Pests and Promises : Le maire
- 1917 : Footlights and Fakers : Jim, accessoiriste
- 1917 : Bombs and Blunders : Timothy Oogle
- 1917 : Turks and Troubles : Jim, soldat de fortune
- 1917 : Flatheads and Flivvers : I.M.A. Crook
- 1917 : Dubs and Drygoods : Le patron
- 1917 : Hazards and Home Runs : Gideon Glassarm
- 1917 : Boasts and Boldness : Jim
- 1917 : Worries and Wobbles : Le garçon errant
- 1917 : Shells and Shivers : Major Life Miserable
- 1919 : Soapsuds and Sapheads (en) : Jimmy
- 1919 : Jazz and Jailbirds (en) de J. A. Howe : Jimmy
- 1919 : Mules and Mortgages (en) de J. A. Howe : Jim
- 1919 : Tootsies and Tamales (en) de Noel M. Smith : The Rummy Romeo
- 1919 : Healthy and Happy : Quincy
- 1919 : Flips and Flops (en) de Gilbert Pratt : Jimmy
- 1919 : Yaps and Yokels (en) de Noel M. Smith : James
- 1919 : Mates and Models : Le mari
- 1919 : Squabs and Squabbles (en) de Noel M. Smith : Jimmy
- 1919 : Bungs and Bunglers (en) : Jimmy
- 1919 : Switches and Sweeties (en) de Noel M. Smith : Le concierge
- 1920 : Dames and Dentists (en) de Noel M. Smith : Le mari
- 1920 : Maids and Muslin (en) de Noel M. Smith : Mr. Bolts
- 1920 : Squeaks and Squawks (en) de Noel M. Smith : Le dépanneur
- 1920 : Fists and Fodder (en) de Jess Robbins : Un clochard
- 1920 : Pals and Pugs (en) de Jess Robbins : Un marginal
- 1920 : He Laughs Last (en) de Jess Robbins : Le nouveau shérif
- 1920 : Springtime (en) de Jess Robbins (CM) : Le balayeur

#### Divers
- 1920 : The Decorator de Jess Robbins : Jimmy
- 1920 : The Trouble Hunter (en) de Jess Robbins :
- 1920 : His Jonah Day (en) de Jess Robbins : Le touriste
- 1920 : The Backyard : Almost a cop
- 1920 : The Mysterious Stranger : L'étranger mystérieux
- 1921 : The Nuisance (en) de Jess Robbins : Le gêneur
- 1921 : The Blizzard de Jess Robbins : Le dormeur
- 1921 : The Tourist : Le touriste
- 1921 : The Riot
- 1921 : The Applicant
- 1921 : The Messenger
- 1922 : A Charmed Life
- 1922 : The Chicken Parade
- 1922 : Tenderfoot Luck
- 1923 : Forward March
- 1923 : The Lobbygow
- 1923 : The Hayseed
- 1924 : The Buttinsky
- 1924 : The Lunatic
- 1924 : The Mechanic
- 1924 : A Ghostly Night
- 1924 : The Box Car Limited
- 1924 : The Trouble Maker
- 1924 : Pretty Soft
- 1924 : A Perfect Pest
- 1924 : Cave Inn Sheik
- 1924 : Polly Voo
- 1924 : Heebie Jeebie
- 1925 : Hypnotized
- 1925 : Oh, What a Flirt!
- 1925 : Home Scouts
- 1925 : Etiquette
- 1925 : Bashful Buccaneer : Le cuisinier
- 1925 : Who's Your Friend : Le valet, Bilkins
- 1925 : The Gold Hunters : Shorty
- 1926 : Oh Billy, Behave
- 1926 : L'Appel de L'or (en) (The Call of the Klondike) d'Oscar Apfel : Bowery Bill
- 1926 : The Last Alarm
- 1926 : The Winning Wallop : Responsable du combat
- 1926 : Trooper 77 : Mike Riordan
- 1926 : The Gallant Fool (en) de Duke Worne : Beaney Mulligan
- 1927 : When Seconds Count : Dizzy Durby
- 1927 : Pirates of the Sky : Jeff Oldring
- 1927 : Ladies Beware : Handy
- 1927 : The Tale of a Shirt
- 1927 : The Down Grade : Le coursier
- 1927 : Alibi Alley
- 1927 : Better Days
- 1927 : Excess Relatives
- 1927 : Dizzie Daze
- 1927 : Wilful Youth (en) : Steve Daley
- 1928 : Sooner or Later
- 1928 : A Simple Sap : Oncle Ezra, magasinier
- 1928 : Have a Heart
- 1928 : The Girl He Didn't Buy (en) : Hans
- 1928 : La Minute de vérité (Their Purple Moment) : le cuisinier
- 1928 : A Gentleman Preferred : Bill Jenkins
- 1928 : Out with the Tide : Jimmy
- 1928 : The Little Wild Girl : Posty McKnuffle
- 1928 : The Look Out Girl (en) : Valet
- 1929 : China Slaver : Willie Kegg
- 1929 : C'est ma femme (That's My Wife) : le buveur
- 1929 : Le Vautour (The Sky Hawk) : PErsonnel au sol
- 1930 : The Grand Parade : le buveur
- 1930 : Two Fresh Eggs : Dur à cuire
- 1930 : America or Bust
- 1930 : The Lonesome Trail (en) de Bruce M. Mitchell : Le pied tendre
- 1930 : Code of Honor : Nosey
- 1930 : A Royal Flush
- 1930 : Midnight Special : Joe
- 1931 : Sunrise Trail : Barfly
- 1931 : Women Men Marry : Jimmy
- 1931 : Trapped (en) de Bruce M. Mitchell : Ferguson
- 1931 : The Sheriff's Secret
- 1931 : Lariats and Sixshooters
- 1932 : Forty-Five Calibre Echo
- 1932 : Out of Singapore : Bloater, marin ivre
- 1932 : Bachelor Mother : Lamkin
- 1933 : On Your Guard : Jim, meneur du lynchage
- 1933 : The Mystic Hour (en) de Melville De Lay : Blinkey
- 1933 : Les Compagnons de la nouba (Sons of the Desert) : un enfant du désert
- 1934 : Potluck Pards de Bernard B. Ray : Sam Jenkins
- 1934 : Paradise Valley : Scotty
- 1934 : Border Guns : Tulsa Pete Hensen
- 1934 : Nevada Cyclone de Bernard B. Ray : Vacher et Barfly
- 1934 : The Border Menace : Polecat Pete
- 1934 : Mystery Ranch (en) de Bernard B. Ray : Jim Crocker
- 1934 : Arizona Nights : Hanley
- 1934 : Picture Brides : Capitaine du bateau
- 1934 : Rawhide Mail (en) de Bernard B. Ray : Mike, l'homme de main
- 1934 : Rainbow Riders : Patient dans le fauteuil roulant
- 1934 : Fighting Hero : un vacher
- 1934 : A Demon for Trouble : Jimmy, député
- 1934 : Inside Information : Henry, le domestique de Durand
- 1934 : La Joyeuse Divorcée (The Gay Divorcee) : Rôle indéterminé
- 1934 : West on Parade de Bernard B. Ray : Le contremaître d'Helen
- 1934 : The Way of the West : Shérif #1 / Jim Bartender
- 1934 : Terror of the Plains : Acolyte
- 1935 : L'Épreuve (en) (The Test) de Bernard B. Ray : Donovan
- 1935 : |The Phantom Cowboy de Robert J. Horner : Ptomaine Pete
- 1935 : The Live Wire : Prof. Harris
- 1935 : Courage of the North : Caporal Jimmy Downs
- 1935 : Loser's End (en) de Bernard B. Ray : Dick, l'homme de main
- 1935 : The Gilded Lily : Chef de cabine
- 1935 : Coyote Trails (en) de Bernard B. Ray : Aide au ranche / second rôle : homme de main
- 1935 : Wolf Riders : Pedro, le facteur
- 1935 : Tracy Rides : Sandy, le cuisinier
- 1935 : Defying the Law : Jake Plummer
- 1935 : Born to Battle : Cactus
- 1935 : Rescue Squad : Henry, le concierge
- 1935 : Rustler's Paradise : Homme de main
- 1935 : Silent Valley (en) de Bernard B. Ray : Rustler
- 1935 : Le Talisman sauveur (en) (The Silver Bullet) de Bernard B. Ray : Jerry, le commerçant
- 1935 : The Laramie Kid : un bagnard
- 1935 : Now or Never (en) de Bernard B. Ray : Vendeur de kiosque / Piéton
- 1935 : Make a Million : Soapy
- 1935 :  Rio Rattler (en) de Bernard B. Ray : Jeff Davis, mineur
- 1935 : The Judgement Book : Ed Worden
- 1935 : Wild Mustang (en) de  Harry L. Fraser : Ouvrier de la clôture
- 1935 : A Feather in Her Hat : Conducteur de taxi Driver
- 1935 : Femme en péril (Kind Lady) : L'orateur
- 1935 : Skull and Crown : Le chasseur
- 1935 : Le Marquis de Saint-Evremont (A Tale of Two Cities) : l'aubergiste
- 1936 : The Lion Man  de John P. McCarthy : Simmonds
- 1936 : Night Cargo : Huggins
- 1936 : Transatlantic Follies (Anything Goes), de Lewis Milestone : un cadreur
- 1936 : Valley of the Lawless (en) de Robert N. Bradbury : Homme de main
- 1936 : Fast Bullets : Henchman Jake, homme de main
- 1936 : Ridin' On (en) d'Ira S. Webb : Jimmy (vacher)
- 1936 : Border Caballero (en) de Sam Newfield : Town drunk
- 1936 : Le Rêve de sa vie (Give Us This Night) : Prisonnier
- 1936 : Lightnin' Bill Carson : Pete
- 1936 : Roamin' Wild (en) de Bernard B. Ray : Le citadin
- 1936 : Gun Grit : Murphy, le concierge
- 1936 : Too Much Beef : Shorty Rawlins
- 1936 : Aces and Eights (en) de Sam Newfield : Lucky
- 1936 : Go-get-'em Haines : Reggie Parks
- 1936 : Le Retour de Sophie Lang (The Return of Sophie Lang) : Steward
- 1936 : L'Ange blanc (The White Angel) de William Dieterle : Sentry
- 1936 : The Idaho Kid : L'homme de main
- 1936 : The Traitor : Barman
- 1936 : The Black Coin : Soldat/ gardien indigène
- 1936 : Men of the Plains : Curly / Charley, homme de main
- 1936 : Thank You, Jeeves! : Conducteur du fiacre supplémentaire
- 1936 : La Charge de la brigade légère (The Charge of the Light Brigade) : l'ordonnance
- 1936 : Ambush Valley (en) de Bernard B. Ray : Murdered nester
- 1936 : Vengeance of Rannah (en) de Bernard B. Ray : L'homme appelant Mary
- 1936 : Loufoque et Cie (Love on the Run) : Mécanicien de l'avion
- 1936 : Stormy Trails : Shives, homme de main
- 1937 : Blake of Scotland Yard : The Hag / Baron Polinka
- 1937 : Personal Property : Troisième chauffeur
- 1937 : Le Prince et le Pauvre (The Prince and the Pauper) : Tramp
- 1937 : Law of the Ranger : Baldwi
- 1937 : The Legion of Missing Men (en) de Hamilton MacFadden : Bilgey
- 1937 : Million Dollar Racket : Melton
- 1937 : Moonlight on the Range : Tex (contremaître)
- 1937 : Danger Valley (en) : Australia
- 1937 : L'Amateur gangster (Amateur Crook) : Ben Armand, dealer
- 1937 : Bulldog Drummond's Revenge : Porteur en gare
- 1938 : West of Rainbow's End : Postier
- 1938 : The Rangers' Round-Up (en) de Sam Newfield : Homme ivre
- 1938 : Scandal Street (en) de James P. Hogan : Serveur
- 1938 : The Painted Trail (en) de Robert F. Hill : Facteur au volant d'un buggy
- 1938 : Bulldog Drummond's Peril
- 1938 : Knight of the Plains : Homme de main
- 1938 : Songs and Bullets : Premier tireur
- 1938 : Phantom Ranger : Opérateur du télégraphe
- 1938 : Religious Racketeers : Tommy
- 1938 : On the Great White Trail : Mountie
- 1938 : Le Roi des gueux (If I Were King) : Homme ivre
- 1938 : M. Moto dans les bas-fonds (Mysterious Mr. Moto) : Newsboy
- 1938 : Tempête (The Storm) de Harold Young : Barman
- 1938 : Six Gun Trail : Barfly
- 1939 : Fangs of the Wild (en) de Bernard B. Ray : Pete, le voleur de fourrure
- 1939 : Arrest Bulldog Drummond : Steward
- 1939 : Mr. Moto's Last Warning : Serveur
- 1939 : Let Freedom Ring (en) de Jack Conway : Éleveur
- 1939 : Code of the Cactus : Homme de main
- 1939 : Smoky Trails (en) de Bernard B. Ray : Député
- 1939 : I'm from Missouri : Inspecteur des douanes
- 1939 : Bulldog Drummond's Secret Police : Travailleur
- 1939 : Mesquite Buckaroo : Mort (éleveur)
- 1939 : Boy Friend de James Tinling : Aidant
- 1939 : Charlie Chan à Reno (Charlie Chan in Reno) : Lineup Wiseguy ('Me #3 Son')
- 1939 : Law of the Wolf : Oncle Jim
- 1939 : Mr. Moto Takes a Vacation : Bum
- 1939 : L'Aigle des frontières (Frontier Marshal) : Cockney
- 1939 : Riders of the Sage : Steve Reynolds
- 1939 : Port of Hate : Stone
- 1939 : La Lumière qui s'éteint (The Light That Failed) : Soldat
- 1940 : Le Gangster de Chicago (The Earl of Chicago) de Richard Thorpe : Cockney
- 1940 : Le Retour de l'homme invisible (The Invisible Man Returns) : L'homme en civil
- 1940 : Pioneer Days : Garde de la diligence
- 1940 : The Cheyenne Kid : Camp Cook
- 1940 : Charlie Chan au Panama (Charlie Chan in Panama) : Extra (drunk fisherman with cigar dangling from mouth at club)
- 1940 : La Femme aux brillants (Adventure in Diamonds) : Serveur
- 1940 : Wild Horse Valley : Shag Williams
- 1940 : Covered Wagon Trails : Denton
- 1940 : Pinto Canyon : Député George
- 1940 : La Valse dans l'ombre (Waterloo Bridge) : le cockney dans l'abri anti-aérien
- 1940 : The Kid from Santa Fe : Henry Lupton
- 1940 : Slightly Tempted : Facteur
- 1940 : Michael Shayne, Private Detective : Mac
- 1940 : Riders from Nowhere : Employé d'hötel
- 1940 : Souls in Pawn : Directeur du motel
- 1941 : Ride, Kelly, Ride (en) de Norman Foster : Photographe
- 1941 : Scotland Yard (en) de Norman Foster : Cockney
- 1941 : L'Aventure commence à Bombay (They Met in Bombay) : Soldat au saloon
- 1941 : Docteur Jekyll et M. Hyde (Dr. Jekyll and Mr. Hyde) : Hanger-On
- 1941 : Dangerous Lady (en) de Bernard B. Ray : Gestionnaire
- 1941 : Unexpected Uncle : Johnny, membre du gang
- 1941 : Riding the Sunset Trail : Jim Dawson
- 1941 : Swamp Woman : Tod Appleby
- 1942 : Pendu à l'aube (en) (Today I Hang) d'Oliver Drake
- 1942 : Thunder River Feud : Photographe
- 1942 : Broadway Big Shot (en) de William Beaudine : Préposé
- 1942 : Billy the Kid Trapped : Homme de main
- 1942 : Boot Hill Bandits : Homme ivre
- 1942 : A Desperate Chance for Ellery Queen de James Patrick Hogan : Peinter de plaques de porte
- 1942 : Riders of the West : Homme de la rue
- 1942 : Law and Order : Homme de la rue
- 1942 : Sheriff of Sage Valley : Barman au casino Bartender
- 1942 : Arizona Stage Coach : Barfly
- 1942 : Border Roundup : Sourdough
- 1942 : Un drôle de lascar (A Yank at Eton) : Cabby
- 1942 : Along the Sundown Trail : Barfly
- 1942 : Overland Stagecoach : membre de la troupe
- 1942 : Journey for Margaret : Bagagiste
- 1942 : The Mysterious Rider : Député
- 1942 : Outlaws of Boulder Pass : Député
- 1943 : The Kid Rides Again : Cowboy
- 1943 : Wild Horse Rustlers : Gardien de prison
- 1943 : Haunted Ranch (en) de Robert Emmett Tansey : Jim, barman
- 1943 : Bad Men of Thunder Gap : Frank Rand
- 1943 : Fugitive of the Plains : Député
- 1943 : Death Rides the Plains : Homme de la rue
- 1943 : Western Cyclone : Homme de la rue
- 1943 : Mon amie Flicka (My Friend Flicka)
- 1943 : Le Corbeau noir (The Black Raven) : Gardien du barrage routier
- 1943 : Rencontre à Londres (Two Tickets to London) : Lorry, conducteur
- 1943 : Wolves of the Range (en) de Sam Newfield : Homme accidenté
- 1943 : Law of the Saddle : Geôlier
- 1943 : Le Héros du Pacifique (The Man from Down Under) : Tipsy, soldat
- 1943 : Fighting Valley (en) d'Oliver Drake : L'homme à la fonderie
- 1943 : The Renegade : Bushwhacker
- 1943 : Holy Matrimony : Bit
- 1943 : Blazing Frontier : Barfly
- 1943 : Trail of Terror (en) d'Oliver Drake : Panhandle's Patient
- 1943 : Symphonie loufoque (Crazy House) de Edward F. Cline : Stooge
- 1943 : Devil Riders : Homme de la ville
- 1943 : Boss of Rawhide d'Elmer Clifton : Prêteur sur gage
- 1944 : Jack l'éventreur (The Lodger) : Conducteur de taxi
- 1944 : Outlaw Roundup : Barfly
- 1944 : Frontier Outlaws : Barfly
- 1944 : Lady in the Death House : Grotto Bartender
- 1944 : The Pinto Bandit : Bartender Tommy
- 1944 : Valley of Vengeance (en) de Sam Newfield : Un colon
- 1944 : The Contender : Homme ivre au dancing
- 1944 : The Invisible Man's Revenge : Wedderburn, l'aubergiste
- 1944 : The Drifter : Shérif Perkins
- 1944 : Fuzzy Settles Down : Barfly
- 1944 : Abroad with Two Yanks : Soldat australien
- 1944 : The Canterville Ghost : Ramoneur
- 1944 : La Fière Tzigane (Gypsy Wildcat) : Gardien
- 1944 : Shadow of Suspicion : Vendeur de chaussures
- 1944 : Wild Horse Phantom : Homme de main
- 1944 : Dead or Alive (en) : Guichetier / membre de la commission
- 1944 : Enter Arsene Lupin : Marqet
- 1944 : Oath of Vengeance : Député
- 1944 : Hi, Beautiful : Homme saoûl
- 1944 : Caravane d'amour (Can't Help Singing) : Client
- 1944 : The Whispering Skull : Barman
- 1944 : Le Suspect (The Suspect)
- 1945 : She Gets Her Man
- 1945 : His Brother's Ghost : Agriculteur
- 1945 : Hangover Square : Buveur
- 1945 : Marked for Murder : Barman
- 1945 : Le Portrait de Dorian Gray (The Picture of Dorian Gray) : le conducteur de fiacre
- 1945 : Shadows of Death : Buveur
- 1945 : The Vampire's Ghost : The Bum
- 1945 : The Gangster's Den : Acolyte noir
- 1945 : Penthouse Rhythm : Bit
- 1945 : Three in the Saddle : Jimmy, homme de main
- 1945 : Stagecoach Outlaws : Barfly avec cigare
- 1945 : Jungle Raiders : Mark
- 1945 : La Duchesse des bas-fonds (Kitty) : le cockney conducteur de charrette
- 1945 : Fighting Bill Carson : Dépositaire
- 1945 : Prairie Rustlers : Dineur à Omaha Cafe Diner / Cuisinier du camp
- 1946 : Six Gun Man : Client du barbier
- 1946 : Thunder Town : Peter Collins (armurier)
- 1946 : Rendezvous 24 de James Tinling : Conducteur de l'omnibus
- 1946 : Ghost of Hidden Valley : Tweedle
- 1946 : The Last Crooked Mile : Buveur au nightclub
- 1946 : Overland Riders : Député Joe
- 1946 : Outlaws of the Plains : Éleveur
- 1946 : Mr. Hex : Serveur
- 1946 : The Verdict de Don Siegel : Newsboy
- 1946 : La Famille Illico (Bringing Up Father) : McGurk
- 1946 : Abie's Irish Rose : Serveur
- 1947 : Meurtres à Calcutta (Calcutta) : Mac, le mécanicien
- 1947 : Bulldog Drummond at Bay : Mécanicien
- 1947 : Des filles disparaissent (Lured) : Nelson
- 1947 : Jiggs and Maggie in Society : McGurk
- 1948 : Superman : Traceur d'ondes
- 1948 : Le Condamné de la cellule cinq (I Wouldn't Be in Your Shoes) de William Nigh : Tramp
- 1948 : La Belle imprudente (Julia Misbehaves) : Buveur
- 1948 : Les Amants traqués (Kiss the Blood Off My Hands) : Chauffeur de taxi
- 1948 : Jiggs and Maggie in Court : McGurk
- 1949 : Microspook
- 1949 : The Secret of St. Ives (en) : Gardien
- 1949 : Jiggs and Maggie in Jackpot Jitters
- 1949 : La Dynastie des Forsyte (That Forsyte Woman) : le conducteur de fiacre
- 1950 : Jiggs and Maggie Out West : McGurk
- 1950 : J'ai trois amours (Please Believe Me) :  Rôle indéterminé
- 1950 : La Revanche des gueux (Rogues of Sherwood Forest)
- 1951 : Navy Bound : Pêcheur britannique at Lounge Counter
- 1951 : Lullaby of Broadway : Steward
- 1951 : The Lady and the Bandit : Buveur
- 1952 : La Première Sirène (Million Dollar Mermaid) : le prêteur sur gage
- 1953 : Traversons la Manche (Dangerous When Wet) : le barman
- 1953 : Deux Nigauds contre le Dr Jekyll et Mr Hyde (Abbott and Costello Meet Dr. Jekyll and Mr. Hyde) : L'homme endormi dans le parc

### comme réalisateur
- 1921 : The Riot (en)
- 1921 : The Applicant
- 1921 : The Messenger
- 1922 : A Charmed Life

### comme monteur
- 1934 : The Border Menace
- 1934 : Arizona Nights
- 1935 : The Judgement Book